# Żelaziak
Żelaziak – stara nazwa skały osadowej zawierającej związki żelaza, tworzącej rudy darniowe.
Rozróżnia się:
- żelaziak czerwony (hematyt) – występuje m.in. w Rudkach k. Nowej Słupi[1]
- żelaziak brunatny (limonit)[1]
- żelaziak ilasty (syderyt ilasty)[1]
- żelaziak jeziorny (ruda jeziorna)[1]